# Ilsenbach (Püchersreuth)
Ilsenbach ist ein Gemeindeteil von Püchersreuth im Landkreis Neustadt an der Waldnaab des bayerischen Regierungsbezirks Oberpfalz.

## Geographische Lage
Das Kirchdorf Ilsenbach liegt 1 km nordwestlich von Püchersreuth. Zwischen Ilsenbach und Püchersreuth verläuft in Ost-West-Richtung die Staatsstraße 2172.
In Ilsenbach entspringt der gleichnamige Bach.
Er mündet 2 km weiter westlich in die Schlattein.
Nordöstlich von Ilsenbach erhebt sich der 555 m hohe Nußerberg.

## Geschichte

### 11. bis 14. Jahrhundert
Um das Jahr 1098 gehörte Ilsenbach zum Besitz der Razzo (auch: Reusse, Reize).
Ilsenbach (auch: „Vlschenbach, Ülschenbach, Ulsenbach, Ullsenbach, Ullssenbach, Ulsenpach, Ylsenbach, Uelsenreut“) wurde 1142 erstmals schriftlich erwähnt.
Im Jahr 1154 wurde die Burg Ilsenbach erstmals schriftlich erwähnt.
1237 wurden zwei Güter in Ilsenbach genannt.
1237 und 1294 wurde Ilsenbach als zur Landgrafschaft Leuchtenberg zugehörig beurkundet.
Im ältesten Leuchtenberger Lehenbuch vom Ende des 14. Jahrhunderts ist der Besitz Werners von Ilsenbach genannt als zum leuchtenbergischen Kirchenlehen Püchersreuth zugehörig.
Im Böhmischen Salbüchlein von 1366 wurde Ilsenbach als zum Amtsbezirk Störnstein gehörend aufgeführt.
Zwei Vogteigüter in Ilsenbach wurden dort als luxemburgische Besitzungen der Krone Böhmens verzeichnet.

### 15. bis 17. Jahrhundert
Der Krieg gegen die Hussiten wurde um das Jahr 1450 vom Bischof von Würzburg vom Schloss Ilsenbach aus organisiert.
1471 kaufte Georg Mayenthaler das Gut Ilsenbach von Hiltpolt Steiner zum Stein.
Um 1500 hatte Ilsenbach 6 Höfe.
Es werden als Inhaber Nickl Fritsch, Hans Venzl und Endres Wurzer genannt.
1513 verkaufte Margareta von Mayenthaler, Witwe des Sigmund Mayenthaler, das Gut Ilsenbach an Veit von Reitzenstein.
1515 verkauften der Bürgermeister und der Rat der Stadt Weiden ihre Güter in Ilsenbach an Simon von Reitzenstein.
1580 wurden 10 Mannschaften des Reitzensteiners und 1602 6 Mannschaften, ein Pfarrhof und ein Schulhaus in Ilsenbach aufgeführt.
Als Schulmeister fungierte der Mesner.
Ilsenbach war bis 1653 Besitz der Familie Reitzenstein.
Durch das allmähliche Vordringen des Hauses Wittelsbach in die Oberpfalz gelangte Ilsenbach im 16. Jahrhundert ins Landrichteramt Floß.
Es war frei-eigen aber grundherrlich und obrigkeitlich gemengt.
Die Niedere Gerichtsbarkeit über einzelne Anwesen lag beim fürstlich lobkowitzischen Oberamt Neustadt an der Waldnaab.
Die sonstige niedere Gerichtsbarkeit wurde von der Gutsherrschaft ausgeübt.
Malefizgerichtsbarkeit, Obrigkeit und Landesherrschaft lagen beim Amt Floß.
1641 wurde Störnstein-Neustadt unter Wenzel Eusebius von Lobkowicz zur gefürsteten Grafschaft erhoben.
Das Herrschaftsgebiet war in 4 Viertel geteilt: Neustädter Viertel, Altenstädter Viertel, Denkenreuther Viertel und Oberndorfer Viertel.
6 Anwesen in Ilsenbach gehörten zum Oberndorfer Viertel.
1655 wurde Ilsenbach an Johann Leonhard Rummel verkauft und verblieb bis 1804 bei der Familie Rummel.
Der Weidener Landrichter Johann Leonard Rummel war 1663 Besitzer von Schloss Ilsenbach.
Zu seiner Zeit bekam Ilsenbach Fahne und Wappen mit Romulus und Remus, 2 Hähnen und den Sternen der Lobkowitzer.

### 18. bis 19. Jahrhundert
1741 befanden sich 3 Höfe, 2 Güter und ein Tripflhäusl in Ilsenbach.
1742 hatte Ilsenbach 3 Höfe, 3 Gütel, 1 Pferd, 16 Ochsen, 13 Kühe, 17 Jungrinder, 4 Muttersauen, 7 Frischlinge, 18 Schafe, 2 Ziegen.
1792 hatte Ilsenbach 12 Amtsuntertanen und 1797 5 Höfe, 3 Häuser und 8 Herrschaftsuntertanen.
Um 1800 gab es in Ilsenbach 21 Häuser, 154 Einwohner, ein gutsherrschaftliches Schloss, eine Pfarrkirche, ein Schulhaus, eine Schmiede und ein Wirtshaus.
Von den 21 Häusern gehörten 8 zum Lobkowitzischen Oberamt und der Rest gehörte zum Landsassengut Ilsenbach.
Bei der Viehzählung von 1854 wurden in Ilsenbach 1 Pferd, 162 Rinder, 55 Schweine, 1 Ziege und 8 Bienenvölker gezählt.
Anfang des 19. Jahrhunderts wurde Ilsenbach Patrimonialgericht mit Sitz in Waldau.
Die Gutsherrschaft Ilsenbach bestand zu dieser Zeit aus einem Schloss mit 13 Hintersassenanwesen und einem Hirtenhaus.
Zum lobkowitzischen Oberamt Neustadt an der Waldnaab gehörten in Ilsenbach 4 Anwesen.
Es gab in Ilsenbach eine Schule, ein Wirtshaus und die katholische Kirche St. Johannes Baptist, die Filialpfarrei von Altenstadt an der Waldnaab war.
Vom 16. bis Anfang des 19. Jahrhunderts gab es Streit zwischen dem Amt Floß (Sulzbach) und der Grafschaft Störnstein (böhmische Krone) um Obrigkeitsrechte über Ilsenbach.
Dieser Streit wurde mit der Zeit zu einer Art Volksbrauch, der ritualisiert ausgetragen wurde.
Alljährlich zum Kirchweihtag marschierten an der Grenze zwischen sulzbachischen und böhmischen Anwesen bewaffnete Untertanen beider Seiten auf.
Sie nahmen einander gegenüberstehend Aufstellung und schossen Gewehrsalven in die Luft ab.
Dann zogen die Neustädter wieder heim und die Floßer blieben bis zum Abend und meldeten die Gegenprotestation gegen den lobkowitzischen Anspruch.
1807 verkaufte Fürst Franz Josef von Lobkowitz Herzog zu Raudnitz die gefürstete Grafschaft Störnstein-Neustadt an die Krone Bayern.
Damit endeten die Streitigkeiten.
Ilsenbach gehörte zum Anfang des 19. Jahrhunderts gegründeten Steuerdistrikt Püchersreuth.
Ilsenbach wurde 1869 eine mittelbare Landgemeinde nach der Gemeindeordnung vom 29. April 1869.
Zur Gemeinde Ilsenbach gehörte auch die Ortschaft Auerberg.

### 20. Jahrhundert bis Gegenwart
Ilsenbach war mittelbare Landgemeinde.
Zur Gemeinde Ilsenbach gehörten Auerberg, Botzersreuth, Ilsenbach, Kronmühle, Sankt Quirin.
1906 bekam Ilsenbach seine erste Wasserleitung, an die alle Häuser von Ilsenbach angeschlossen wurden.
An das öffentliche Telefonnetz wurde Ilsenbach 1907 angeschlossen.
1910 wurde ein Armenhaus in Ilsenbach gebaut.
Von Floß aus wurde 1916 eine Stromleitung nach Ilsenbach gelegt.
Am 22. April 1945 wurde Ilsenbach kampflos an die Amerikaner übergeben.
1950 wurden die Ortsteile St. Quirin, Kronmühle und Botzersreuth aus der Gemeinde Lanz in die Gemeinde Ilsenbach eingegliedert.
Mehrere Anwesen in Ilsenbach wurden 1950 bei einem Großbrand verwüstet.
Von 1950 bis 1960 gab es in Ilsenbach ein Schotterwerk.
Ilsenbach wurde am 1. Januar 1972 in die Gemeinde Püchersreuth eingegliedert.
1995 gab es in Ilsenbach 300 Rinder, 2 Pferde, 50 Schweine, 8 Stück Damwild und 10 Bienenvölker.

## Einwohnerentwicklung in Ilsenbach ab 1817
| Jahr | Einwohner | Gebäude |
| ---- | --------- | ------- |
| 1817 | 139       | 24      |
| 1838 | 140       | 24      |
| 1871 | 177       | 84      |
| 1885 | 132       | 29      |
| 1900 | 142       | 29      |
| 1913 | 125       | 29      |

| Jahr | Einwohner | Gebäude |
| ---- | --------- | ------- |
| 1925 | 154       | 24      |
| 1950 | 184       | 26      |
| 1961 | 169       | 30      |
| 1970 | 184       | k. A.   |
| 1987 | 230       | 55      |
| 2011 | 250       | k. A.   |

## Kultur und Sehenswürdigkeiten
- St. Johannes der Täufer

- Wallfahrtskirche St. Quirin 1 km westlich von Ilsenbach

- Ilsenbach besitzt seit 1998 einen Dorfbrunnen aus Flossenbürger Granit, der von Max Fischer entworfen wurde.[18]

## Vereine in Ilsenbach
Die Freiwillige Feuerwehr Ilsenbach wurde 1874 gegründet. Als Feuerwehrhaus diente ab 1980 das alte Armenhaus.
Dazu kam im Jahr 1924 die Krieger- und Soldatenkameradschaft Ilsenbach, die 1928 ein Kriegerdenkmal an der südlichen Außenwand der Kirche in Ilsenbach errichtete.
Der 1930 gegründete katholische Burschenverein ging später in der katholischen Landjugend Püchersreuth auf.

## Mit Ilsenbach verbundene Persönlichkeiten
Der Dichter Oswald Hafner arbeitete von 1829 bis 1837 und von 1852 bis 1870 in Ilsenbach als Nachtwächter und Gärtner.
Der Historiker Konrad Ackermann kaufte und restaurierte das Schloss Ilsenbach.